# Avenida Guararapes
Avenida Guararapes é uma avenida do Recife, capital do estado de Pernambuco, Brasil. Fica no bairro de Santo Antônio.
Foi considerada, por algumas décadas, o Cartão Postal do Recife.

## História
Foi projetada no final da década de 1920 pelos engenheiros José Estelita e  Domingos  Ferreira e o arquiteto Nestor de Figueiredo, com a finalidade de resolver o trânsito e organizar o comércio do centro do Recife. Constitui-se num conjunto de construções com arquitetura no estilo protorracionalista.
Sua construção foi realizada na gestão do prefeito Novaes Filho em 1937, ano em que Getúlio Vargas deu um golpe de estado e instalou o Estado Novo. Sua ocupação, com os modernos edifícios na época, somente foi possível após Novaes Filho conseguir junto a diversos Institutos de Previdência, Correios, dentre outros órgãos, a construção dos mesmos.
Teve, como primeiras edificações, o edifício do Cinema Trianon e o dos Correios. O transporte coletivo utilizou a nova avenida para ser ponto terminal das linhas que vinham dos subúrbios para o centro comercial, então restrito ao bairro de Santo Antonio.
Com a modificação da estrutura de transporte do recifense e o crescimento do seu comércio, os automóveis a utilizaram como estacionamento, o que alterou enormemente sua finalidade original.
Atualmente voltou a servir como terminal de transporte coletivo.
No carnaval, é palco de desfile de agremiações carnavalescas.